# Raggedy Ann
Raggedy Ann, kallad Maja-Lena på svenska, är en fiktiv figur skapad av amerikanske författaren Johnny Gruelle (1880–1938) till en bokserie för barn, som han skrev och illustrerade. Raggedy Ann är en trasdocka. Figuren skapades 1915, och introducerades för allmänheten 1918 med boken Raggedy Ann Stories. En docka marknadsfördes också framgångsrikt i samband med boksläppet. En uppföljare, Raggedy Andy Stories (1920), ledde till introduktionen av hennes bror, Raggedy Andy, klädd i sjömanskostym och hatt.
Den 27 mars 2002 upptogs Raggedy Ann i National Toy Hall of Fame.
Det har kommit flera tecknade filmer med Raggedy Ann, bland annat långfilmen Raggedy Ann & Andy: A Musical Adventure 1977. En musikal baserad på långfilmen, Raggedy Ann, The Musical Adventure med Ivy Austin, hade premiär oktober 1986 på Broadway vid The Nederlander Theater.

### Fotnoter
1. ↑  https://libris.kb.se/bib/10722104
2. ↑  https://libris.kb.se/bib/2934272
3. ↑  ”"Raggedy Ann Finally Makes It"”. Arkiverad från originalet den 19 september 2012. https://web.archive.org/web/20120919202209/http://collectibles.about.com/library/weekly/aa033002a.htm. Läst 27 augusti 2012.
4. ↑  http://www.ivyaustin.com/bio.html
5. ↑  Megan Rosenfeld (24 september 1986). ”MUSICAL BECOMES RAGS TO BROADWAY STORY” (på engelska). The Washington Post.